# メンゲブル
メンゲブル (蒙格布祿) は明朝末期のハダナラ氏女真族。初代ハダ国主・ワン (王台) の末子、四代国主。
ワンの死後、甥・ダイシャン (第三代国主)、兄・カングルとで国を三分し、ハダの衰頽を加速させた。カングルが病死し、ダイシャンがイェヘの謀略で殺害されると国主に即位したが、即位前、即位中を通じてイェヘの策略に踊らされ、最後もイェヘの奸計でマンジュ (建州部)、後のアイシン (後金) のヌルハチに囚われた挙句、ヌルハチ暗殺の嫌疑をかけられて殺害された。

## 略史
万暦10 (1582) 年旧暦7月、初代ハダ国主・ワンが死去。それに伴いワンの長子・フルガンが二代国主に即位したが、不満を抱くワンの私生子・カングル (フルガンの弟) との間に確執が生じ、カングルの殺害を謀った。カングルはイェヘに亡命したが、即位から一年ほどでフルガンが病気の為に急逝し、継いでフルガンの子・ダイシャンが三代国主に即位する。この時、メンゲブルは若干19歳にして父・ワンの龍虎将軍、左都督を承襲したものの、国を統率する力はなかった。
万暦11 (1583) 年旧暦7月、ハダへの復讐を企てるイェヘ国主・チンギヤヌ、ヤンギヌ兄弟がハダの叛臣・ベフチ (白虎赤。フルガン統治期に背離) と結託し、更に蒙古ホルチン部ウンガダイ、ノムトゥを糾合した騎兵10,000を引率れてハダの把吉 (バギ) 部落を襲撃し、首級300を挙げ、甲冑150を掠奪した。同年旧暦8月、メンゲブルの要請を容れて明朝が勅書を出し、イェヘ側の弾圧を図ったが功を奏さず。イェヘ側は更に猛骨太、那木塞の兵を糾合し、メンゲブル所領の民家や田畑を焼き払った。明朝が懐柔を図るも、イェヘ側はハダを却って成敗する勅書を要求し、続いて同年旧暦12月にダイシャン所有の荘園1、末叔・メンゲブルの荘園10、二叔・サムハトゥ (三馬兎) の荘園10を火の海にした。更にまたウンガダイの騎兵2,000を連れて南関の貢市に現れ、沙大亮部落を陥落させた挙句、300人を拉致し、貢勅を要求した。ダイシャンとメンゲブルは騎兵2,000で迎撃したが太刀打ちできなかった。
万暦12 (1584) 年、明朝・李成梁がチンギヤヌ、ヤンギヌ兄弟を誘き出し誅殺した。

### 国家分裂
万暦15 (1587) 年旧暦4月、イェヘ東城主・ナリムブルが蒙古ホルチン部ウンガダイの騎兵10,000を引率れてハダ領のバタイ (把太) 部落を急襲したが、ハダは明朝の介入で急場を凌いだ。時を同じくして、フルガン死亡の報せを聞いた兄・カングルがハダに帰還し、次いで父・ワンの側室・温姐を娶った。温姐は明朝に誅殺されたイェヘ元国主・チンギヤヌ、ヤンギヌ兄弟の妹であり、メンゲブルの母でもあった。イェヘはハダに対する宿年の恨みを霽らそうと、温姐とカングルとを密通者とし、メンゲブルを教唆してダイシャンとの対決姿勢を露わにした。ここにハダ国内は甥・ダイシャン、メンゲブル、兄・カングルの三つ巴となって内部分裂を起し、国力衰頽を深刻化させることとなった。
同年旧暦6月、ナリムブルがウンガダイの騎兵5,000を率いて再びダイシャンを襲撃すると、内応したカングルがダイシャン属部の阿台蔔花を扇動して謀叛を起させ、ダイシャンの財産や家畜を掠奪し、更にメンゲブルもカングルらと策応してダイシャンの妻・哈爾屯を拉致し殺害した。ダイシャン勢力の安定を望む明朝が介入し、メンゲブルの入貢資格を停止して、更に属部や領地、家畜をことごとくダイシャンに帰属させたが、それでもメンゲブルはダイシャンとの和睦を拒否し、イェヘ西城主・ブジャイ、ナリムブルに連れ立って開原 (現遼寧省鉄嶺市開原市) に入った。この時、同行していたカングルと温姐が、陣所にいたところを開原兵備副使・王緘の派遣した明兵によって捕縛された。ところが、巡撫・顧養謙がメンゲブルに対し「岱善と和し，掠むる所を還せ，否(しからず)ば則ち若(なんぢ)の母の頭を斷たむ」と警告すると、王緘はメンゲブルを刺激して余計に離反させることを危惧し、カングルのみ残して温姐を釈放した。イェヘ側に脅迫されたメンゲブルは、ナリムブルに従ってダイシャンを挟撃し、更に自らの居住する部落を焼き払い、釈放された母・温姐を連れてイェヘに高跳びした。顧養謙らの奏請によりメンゲブルの龍虎将軍の職は剥奪され、王緘は弾劾されて職を解かれた。

### 明朝介入
万暦16 (1588) 年旧暦2月、巡撫・顧養謙らはイェヘ討伐を決定した。同年旧暦3月13日、大将軍・李成梁率いる明軍は、月の沈む頃に海州 (現遼寧省鞍山市海城市＝海州衛?) を出発し、開原、威遠堡、イェヘの属部・落羅部落を経て、イェヘの西城に到着した。西城主・ブジャイは明軍の到来をみるや城を棄て、ナリムブルがいる東城へ奔り、兵力を統合して明軍に対抗しようと画策した。明軍は苦戦しながらも大砲で城壁を破り、二日以上に亘る激戦の末、(貢勅の分配を条件に)イェヘを降伏させた。同月、明朝ではハダ存続に向けた方針について議論が交わされ、結果、幼いダイシャンの補佐に当てようと、カングルを釈放することとなった。ダイシャンは内政を明朝に恃み、姻戚関係でヌルハチのマンジュ (建州部) と繋がっている為、この決定を通してイェヘの謀略を挫くことが期待された。
同年旧暦4月1日、カングルが釈放され、ダイシャンと和睦した。続いて明朝はイェヘの使者に会い、フルン (海西女直) に分配された全999道の貢勅のうち、明朝に忠義を貫いてきたハダに500道を、今後明朝に忠義を尽くすのであればイェヘには1道少ない499道をそれぞれ与えることを伝えた。一方、温姐を携えて自らの部落に帰還したカングルは数箇月後に病死した。カングルの貢勅181道はメンゲブルの手に渡ったが、メンゲブルはイェヘへの移徙を企図し、嫌がる母・温姐を無理やり拉し去った。同年旧暦7月、温姐も乳瘡 (乳腺炎)により死去した。

### 実権掌握
万暦16 (1588) 年、イェヘは相変わらずメンゲブルを唆してダイシャン討滅を謀ったが、明朝はブジャイ、ナリムブル、メンゲブル、ダイシャンらに対し、互いに恨みを忘れ、四者揃って入貢するよう命じた。この後、ブジャイがダイシャンに娘との婚姻を許した。
万暦19 (1591) 年旧暦正月、ダイシャンはブジャイの娘をもらう為イェヘを訪れたが、これはイェヘ側の仕組んだ策略であった。ハダへの帰路で、ダイシャンはナリムブル、ブジャイ二人が秘かに差し向けた擺思哈により射殺された。メンゲブルはダイシャン暗殺をきくとハダへ帰還し、四代国主に即位した。ダイシャンの遺子は政治をするには幼なすぎた為、明朝はダイシャンの属部および貢勅137道を暫時メンゲブルに託することにした。

### 打倒建州
万暦19 (1591) 年、イェヘ東城主・ナリムブルはマンジュ･グルン (建州部) へ使者を派遣して領土の割譲を求めたが、ヌルハチに拒否された。続けてナリムブルはメンゲブル、ホイファ国主・バインダリらとともに再び使者をマンジュへ遣って脅迫した。

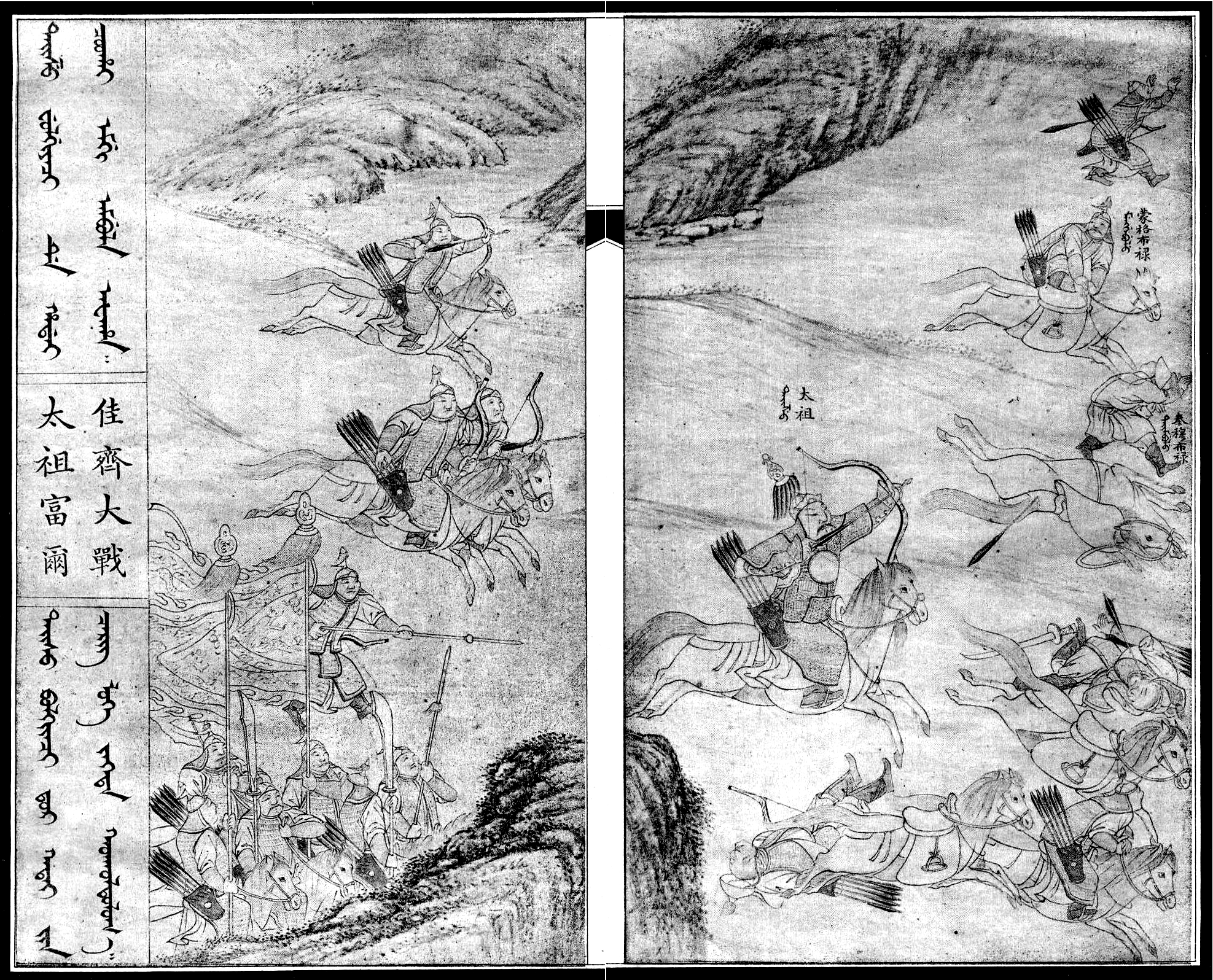
『太祖富爾佳齊大戰』遁げるメンゲブル (右上)

万暦21 (1593) 年旧暦6月、脅迫に屈しないヌルハチに対し、フルン四部聯合軍としてマンジュ属部のフブチャ部落を襲撃、掠奪した。ヌルハチは報復措置としてハダ属領のフルギヤチ部落を急襲し、更に伏兵を忍ばせてメンゲブルらを誘き出した。メンゲブルは計略にかかって出動し、複数の兵でヌルハチを取り囲んだが、伏兵に迎撃されて退却した (→「富爾佳斉大戦」)。
同年旧暦9月、フルン四部にモンゴルなどを加えた九部の連合軍が、ヌルハチ征討の旗印の下に結集し、グレの山でヌルハチ軍と激突した。しかし畢竟、烏合の衆に過ぎなかった連合軍は大敗を喫し、メンゲブルはまたも命辛々遁走した。この戦いでイェヘは西城主・ブジャイが殺され、ウラは国主の弟・ブジャンタイ (後の四代国主) が捕虜として連行された。 (→「古勒山の戦」)
万暦25 (1597) 年旧暦正月、イェヘを筆頭にフルン四国が使者を送り、ヌルハチに媾和を求めた。対するヌルハチは釘を挿していった。
```
「汝等此ノ盟言ニ應ヘタレバ則チ已メム。然ラズンバ、吾三年ヲ待タム。果シテ相好セズンバ、必ズ兵ヲ統ヰテ之ヲ伐タム。」(『滿洲實錄』巻2)
```

しかるにその後、ナリムブルは早速背盟し、ヌルハチの馬を掠めた。
万暦26 (1598) 年、メンゲブル居城の北にある渓流に沿って血が流れた。

### 国家滅亡
万暦27 (1599) 年旧暦5月、イェヘ東城主・ナリムブルはハダが管轄する南関の貢市を虎視眈々と狙い、ハダの勢力的孤立の隙を突いて同国に侵攻すると、貢勅60道を横奪した。抗しきれなくなったハダ国主・メンゲブルが、自らの三人の子女を人質としてマンジュ･グルン (建州部)に送り援軍を求めると、ヌルハチはそれに応えてグワルギャ氏フュンドンとイルゲンギョロ氏ガガイに兵2,000をつけ、ハダへ派遣した。ナリムブルはハダとマンジュの連携を阻止しようと、開原城 (現遼寧省鉄嶺市開原市) の通事 (明朝官吏) を介し、「援軍のフュンドンらを奇襲して執え、人質を取り戻してマンジュ兵を殺すことができたら、前から求めていた娘を妻として与えよう」とメンゲブルを唆す一方で、マンジュ側にはメンゲブル叛乱の噂を流し、ついにヌルハチを激怒させることに成功した。
同年旧暦9月、ヌルハチはメンゲブルの居城であるハダ･ホトン (哈達城) を陥落させると、機に乗じてメンゲブルとウルグダイ父子を捕虜として居城へ連行し、ハダの部落を掠奪した。メンゲブルはその後ヌルハチ膝下で訓育されることとなった。

### 断罪処刑
万暦28 (1600) 年旧暦4月、ヌルハチの妾・法頼と姦通し、ヌルハチ殺害を企てたとしてメンゲブルが処刑された。この時、謀叛を事前に報せなかったとしてガガイが連座し処刑され (法頼も処刑)、また、ヌルハチは法頼の代りとしてメンゲブルの妾・松代速代を娶った。子・ウルグダイは明朝の介入で一度はハダを復興させるが、明朝に見放されて国を立て直しきれないまま、イェヘの侵攻を受け続け、ヌルハチに投じてハダは完全に滅亡する。

## 子孫

### 系図
＊本項目は『八旗滿洲氏族通譜』巻23「哈達地方納喇氏」を基に作成した。それ以外に出典がある場合のみ別途脚註を附す。(次の「栄典」の項目に就いても同様。)
＊父不詳の人物全てに別々の人物を父あるいは父祖として充てていては際限がない為、適宜、父不詳の人物同士でまとめた。譬えば、萬の来孫なる人物が複数人でてくる場合、兄弟なのか、従兄弟 (いとこ) なのか、再従兄弟 (はとこ) なのか不明でも、便宜上同じ一人の人物の下にまとめた。反対に、人物をあえて分けたものでも、詳細情報のない人物同士であれば同一人物である可能性も考えられる。
- 長子・ウルグダイ：メンゲブルの長子。末代ハダ国主。
- 子[49]・ゲバク (革把庫)：メンゲブルの次子とも。ヌルハチに一度は連行されたが、明朝の介入でハダに帰還した。[50]
- 子[49]・ニェクセ (niyekse, 聶克色)：メンゲブルの次子とも。
  - 孫・ニェヘ (niyehe, 聶赫)：ニェクセの長子。三等侍衛を務めた。
  - 孫・フムブ (hūmbu, 渾布)：ニェクセの次子。太僕寺少卿を務め、佐領を兼任した。
    - 曾孫・ニンガン (ninggan, 寧安)：フムブの子。佐領を務めた。
      - 玄孫・フショウ (fušeu, 福綬)：ニンガンの子。佐領を務めた。

  - 孫・ラハ (laha, 拉哈)：ニェクセの三子。頭等侍衛を務め、佐領を兼任した。
  - 孫・ドゥイチン (duicin, 兌親)：ニェクセの四子。三等侍衛を務めた。
    - 曾孫・シェンガン (šenggan, 盛安)：ニェクセの孫。父不詳。都統、刑部侍郎を務めた。
    - 曾孫・セルテイ (sertei, 塞爾特)：ニェクセの孫。父不詳。佐領を務めた。
    - 曾孫・ライブ (laibu, 来布)：ニェクセの孫。父不詳。員外郎を務め、佐領を兼任した。
    - 曾孫・バイシャン (baišan, 拝善)：ニェクセの孫。父不詳。御史を務め、佐領を兼任した。
    - 曾孫・ヤルドゥ (yardu, 雅爾都)：ニェクセの孫。父不詳。藍翎侍衛を務めた。
      - 玄孫・カトゥンガ (katungga, 喀通阿)：ニェクセの曾孫。父不詳。生員。
- 子[49]・モロホン (morohon)[51]：ウルグダイの弟。シュルハチの娘を娶ったが、明朝への亡命騒動を起し、夫婦揃って処刑された。[52]

### 事績・栄典
ニェクセは職能を評価され三等軽車都尉を授与され、三度の恩賞で一等軽車都尉兼一雲騎尉に昇級した。ニェクセの次子・フムブが襲職したが、病気を理由に退官し、フムブの子・ニンガンは襲職時にニェクセの恩賞に加増分を削られ、三等軽車都尉に降級した。ニンガン死後は、子のフショウが襲職した。

## 参照先・脚註
1. ↑  柳邊紀略, 八旗滿洲氏族通譜, 清史稿
2. ↑  『清史稿』巻223に拠れば、フルガンは万暦10年旧暦8月に研修部の部落を襲撃している。万暦11年旧暦7月にはダイシャンが後を継いでいる為、フルガンの死亡した時期はこの間ということになる。
3. ↑  『八旗滿洲氏族通譜』巻23、『滿洲實錄』巻1では萬→子・フルガン→弟・カングル→弟・メンゲブル(→子・ウルグダイ)と国主が続いたとしている。一方、『清史稿』巻223の書き方はそこまで簡単ではない。それによると、カングルはフルガン統治時代にイェヘに亡命し、フルガン死後に帰還したが、フルガンの子・ダイシャン、萬の末子・メンゲブルの三人で国を三分したとしている。その後、明朝の方針でダイシャンを擁立し、カングルを補佐にあてることになったが、カングル病死後、ダイシャンがメンゲブルとイェヘの共謀で殺害され、メンゲブルがハダの実権を握って国主に即位する。つまり、カングルがハダの実権を握ったことはなく、明朝の支持を受けていたこともない。明朝側の史料 (東夷考略) も『清史稿』と概ね同様。
4. ↑  “哈達地方納喇氏”. 八旗滿洲氏族通譜 (Wikisource版). 23. 四庫全書 2023年8月27日閲覧. "萬卒子扈爾干繼之扈爾干卒弟康古魯繼之康古魯卒弟孟格布禄繼之"
5. ↑  “哈達國汗姓納喇名萬本呼倫族也”. 滿洲實錄 (Wikisource版). 1. 不詳 2023年8月27日閲覧. "萬汗卒子扈爾漢襲位八月而卒其弟康古嚕襲之康古嚕卒弟蒙格布祿襲之"
6. ↑  “萬”. 清史稿. 223. 清史館. "扈爾干旋卒。孟格布祿年十九，襲父職龍虎將軍、左都督，衆未附。"
7. ↑  原文は「恍惚太」だが、これは蒙古語のウンガダイの音訳。
8. ↑  “(1) シベという族名の語源について”. ジュシェン-マンジュ史箚記二題. 立命館東洋史学. pp. 6-7. "福余衛 (兀良哈 uriyangqan 三衛の一衛) 首領の恍惚太 ungγadai と土門児 tümei が、万暦一五、六年頃、東虜の以児鄧 yeldeng・煖兎 nomtu・伯要児 bayar (内ハルハのジャルト・オンギラト両部の酋帥)……恍惚太・土門児……、ヌルハチと同時代のこの両名は、実は福余衛ならぬノン=ホルチン部領袖のウンガダイとトゥメイに他ならなかった。"
9. ↑  皇帝が出す勅書の内、朝貢の許可証に相当するものを特に「貢勅」(入貢勅書の意) と呼ぶ。
10. ↑  维基百科「岱善」には「叶赫国主杨吉砮、清佳砮率部进攻哈达，虽然岱善与孟格布禄率两千骑兵将其击退，」とあり、『清史稿』223「萬」の「迎戰而敗」に拠ったのかも知れないが、この「敗」は目的語をとって「敗之」などとすれば「敗(や)ぶる」の意味で、目的語をとらない場合は「敗(ま)ける」の意味であり、恐らく現代語訳ミス。実際、同じく『清史稿』223の「楊吉砮」の項目には「襲敗孟格布祿」とある。
11. ↑  “萬”. 清史稿. 223. 清史館. "而清佳砮、楊吉砮兄弟謀攻萬子孫報仇，十一年七月，挾煖兔、恍惚太等萬騎來攻。明總督侍郎周詠念岱善弱，孟格布祿少，請加敕部諸酋，神宗許之。十二月，楊吉砮等復挾蒙古科爾沁貝勒瓮阿岱等萬騎來攻，孟格布祿及岱善以二千騎迎戰而敗。自是兵屢至，恣焚掠不已。"
12. ↑  “楊吉砮”. 清史稿. 223. 清史館. "萬曆十一年，楊吉砮弟兄率白虎赤，益以煖兔、恍惚太所部萬騎，襲敗孟格布祿，……；益借猛骨太、那木塞兵，焚躪孟格布祿所部室廬、田稼殆盡。明分巡副使任天祚使齎布帛及鐵釜，犒楊吉砮兄弟，諭罷兵。楊吉砮兄弟言：「必得敕書盡轄孟格布祿等然後已。」既，復焚孟格布祿及其仲兄所分莊各十，岱善莊一，脅所屬百餘人去。既，又以恍惚太二千騎馳廣順關，攻下沙大亮寨，俘三百人，挾兵邀貢敕。"
13. ↑  同じ内容の事件を記した文章が、『東夷考略』では万暦15年6月、『清史稿』巻223では万暦16年となっている。『清史稿』ではその文章の直後に万暦16年2月の内容が載っている為、上の「万暦16年」は1-2月の間ということになる。ちょうど年の変り目で怪しい為、ここでは『東夷考略』の説をとった。
14. ↑  “海西考”. 東夷考略. 不詳. "十五年……六月因約歹商叛夷阿臺蔔花反攻歹商鹵資畜……"
15. ↑  ダイシャンの妻を拉致した人物については、(確認できる限りでは) ①メンゲブルとカングルの共謀 (東夷考略)、②ナリムブル (清史稿-223) の二つ。
16. ↑  “海西考”. 東夷考略. 不詳. "十五年……六月……猛骨孛羅以母溫姐故亦助康古陸奸收歹商妻協謀誘殺……"
17. ↑  “萬”. 清史稿. 223. 清史館. "十六年，……納林布祿並掠岱善妻哈爾屯以去。"
18. ↑  “萬”. 清史稿. 223. 清史館. "明邊吏議絕孟格布祿市，以所部及土田、牲畜盡歸於岱善。"
19. ↑  イェヘの本拠地は開原の北にあった為、明朝からは「北関」と呼ばれた。対してハダの本拠地は開原の南にあった為、「南関」と呼ばれた。ここでは「南関」ことハダに攻め込んだイェヘ軍が、開原を経由して「北関」、つまり自らの領地に引き上げることを指しているものと思われる。
20. 1 2  “萬”. 清史稿. 223. 清史館. "孟格布祿不聽，復與布寨、納林布祿、康古魯入開原，溫姐偕。"
21. ↑  “萬”. 清史稿. 223. 清史館. "巡撫顧養謙諭孟格布祿：「和岱善，還所掠，否則斷若母頭矣！」"
22. ↑  確認できる限りでは、「18の村落」(往"十八寨") とする説 (東夷考略) と、「18里の村落」(居"十八里寨") とする説 (清史稿) の二つがある。数字は特に重要ではないと判断し訳文からは削った。
23. ↑  “海西考”. 東夷考略. 不詳. "……而猛骨孛羅竟爲北關誘脅從那酋夾攻歹商因自焚其巢往十八寨並劫溫姐去……"
24. ↑  “萬”. 清史稿. 223. 清史館. "孟格布祿將其孥從納林布祿往葉赫，居十八里寨，於是圖岱善益急，……明邊吏議絕孟格布祿市，……孟格布祿不聽，……孟格布祿自葉赫攻岱善，自焚其所居，劫溫姐去。"
25. ↑  “楊吉砮”. 清史稿. 223. 清史館. "十六年二月，巡撫顧養謙決策討布寨、納林布祿。"
26. ↑  “楊吉砮”. 清史稿. 223. 清史館. "月將晦，成樑自海州乘傳出，三月十有三日，至開原。……雞鳴，發威遠堡，行三十里，至葉赫屬酋落羅寨。……又行三十里，至葉赫城下。"
27. ↑  『東夷考略』では軍を、『清史稿』巻223では城を棄てている。ここでは城の説に従った。＊或いは城も軍も一切合切棄てて身一つで逃げたのかもしれない。
28. ↑  “楊吉砮”. 清史稿. 223. 清史館. "布塞棄西城，奔納林布祿，併兵以拒，……"
29. ↑  “海西考”. 東夷考略. 不詳. "布寨棄其師入那林孛羅壁……"
30. ↑  “楊吉砮”. 清史稿. 223. 清史館. "明師攻二日，……城堅不可拔。……發巨礮擊城，……明軍車載雲梯至，直立，齊其內城，將置巨礮其上。"
31. ↑  “楊吉砮”. 清史稿. 223. 清史館. "二酋始大懼，出城乞降，請與南關分敕入貢。"
32. ↑  “萬”. 清史稿. 223. 清史館. "先是扈爾干許以女歸太祖，十六年，岱善親送以往，太祖爲設宴成禮。"
33. ↑  明末の女真は明朝から与えられる入貢勅書 (貢勅) をどれだけ手に入れられるかがそのまま勢力の強大さに通じた。珍品を明朝に貢げば莫大な富が懐に転がり込む為、勅書は正に大金そのものであった。そして、フルンの女真 (海西女直) に与えられる勅書は1,000と決まっていた。チンギヤヌ、ヤンギヌ兄弟の祖父・チュクンゲは一定の勢力を有し、その1,000の勅書の内の過半数を保有していたが、明朝に忠義を尽くすハダ部のワンジュ･ワイランがチュクンゲを誅滅した際にその勅書を横奪した。イェヘのハダに対する深い恨みはここに発する。その後、ワンジュの後を継いだ萬の時代になってハダは勅書をコンプリートしてしまうが、ハダの国力の衰頽と並行してイェヘが盛り返すと、徐々に勅書もイェヘに流れていった。
34. ↑  “海西”. 東夷考略. 不詳. "蓋自永樂以來給海西屬夷敕由都督至百戶凡九百九十九道按敕驗馬入貢兩關酋領之視強弱上下先是逞仰二奴父强則北關多及王臺強則南關多多至七百道北關不能三之一"
35. ↑  赵东升 & 宋占荣 1992, p. 149
36. ↑  “海西考”. 東夷考略. 不詳. "又亡何溫姐以乳瘡亦死"
37. ↑  “萬”. 清史稿. 223. 清史館. "孟格布祿謀盡室徙依葉赫，度溫姐不從，微告布寨、納林布祿以兵至。孟格布祿縱火燔其居，趣溫姐行，溫姐不可，强扶持上馬，鬱鬱不自得，七月亦死。"
38. ↑  “萬”. 清史稿. 223. 清史館. "十六年……孟格布祿……趣溫姐行，溫姐不可，强扶持上馬，……七月亦死。……布寨、納林布祿誘孟格布祿圖岱善如故。"
39. 1 2  “海西考”. 東夷考略. 不詳. "是後卜寨亦以女許歹商那林孛羅妻則歹商姊也而歹商酗酒好殺眾稍貳十九年正月往卜寨受室因過眎姊中途那卜二酋陰令部夷擺思哈射商殪乃歸罪擺白二夷執擺夷以獻"
40. ↑  『東夷考略』にみえる「擺思哈」(海西考) と、『滿洲實錄』巻2にみえる「拜斯漢」(「○時葉赫國主納林布祿遣部下伊勒當阿拜斯漢二人來謂……」) は同一人物か。
41. ↑  「ハダへ帰る道中」(東夷考略-女直考) とも、「姉に会いにゆく道中」(東夷考略-海西考) とも読めるが、ここでは前者をとった。
42. ↑  “女直考”. 東夷考略. 不詳. "……而歹商酗酒好殺衆不附十九年卜寨等陰令部夷賊商中道南關……"
43. ↑  “扈伦大事年表”. 扈伦研究. 不詳. p. 32. "万历十九年（1591）叶赫诱杀哈达贝勒歹商，孟格布录入主哈达。歹商求婚叶赫布寨之女。"
44. ↑  “海西考”. 東夷考略. 不詳. "歹商子騷台住等竝幼依外家應加厚恤所遺部夷并勑百三十七道暫屬猛酋俟成立議給"
45. ↑  清朝の史料にはっきりと「万暦27年に60道の貢勅を横奪した」とは書かれていないが、「(万暦29年) 納林布祿歸所掠敕六十道，」(清史稿-223) や「(万暦29年) 那林孛羅亦歸原擄勑六十道，」(東夷考略) とあるのが、直前のナリムブルによるハダ襲撃、即ち万暦27年の一件を指す。
46. ↑   滿洲實錄. 3. 不詳. "太祖命費英東噶蓋二人領兵二千往助"
47. ↑   滿洲實錄. 3. 不詳. "汝執滿洲來援之将挾贖質子盡殺其兵如此汝昔日所欲之女吾即與之為妻二國仍舊和好"
48. 1 2 3  “海西考”. 東夷考略. 不詳. "明年四月遂捏奸妾法賴射殺之因留猛骨孛羅妾松代速代"
49. 1 2 3  维基百科はウルグダイ、ゲバク、モロホン、ニェクセの順で挙げているが、典拠なし。
50. ↑  “海西女直攷”. 東夷考略. 不詳. "中朝宣諭，則願歸猛骨孛羅次子革把庫及部夷百二十家。"
51. ↑  维基百科は漢字表記を「莫洛渾」としているが、典拠なし。『清史稿』巻226に同表記がみえるが、ギョロ氏の全くの別人物。
52. ↑   滿洲老檔. 16. 不詳